# Palau del Parlament Belga
El palau del Parlament Belga o Palais de la Nation és un edifici que des de l'any 1831 allotja les dues càmeres del Parlament Belga, a Brussel·les. És obra de l'arquitecte francès Barnabé Guimard. Es va construir el 1783 i el 1833 es va restaurar d'un incendi.